# Sotheby's
Sotheby's /ˈsʌðəbiz/ este o corporație multinațională britanică cu sediul în New York City. Unul dintre cei mai mari brokeri ai artei fine, decorative, bijuterii, bunuri imobiliare și colecționabile, operațiunea Sotheby's este împărțită în trei segmente: licitație, finanțe și distribuitori. Serviciile companiei variază de la servicii de artă corporativă până la vânzări private. Este numit dupa unul dintre cofondatori, John Sotheby.
Sotheby's este cea de-a patra cea mai veche casă de licitații din lume, cu funcționare continuă, cu 90 de locații în 40 de țări. În decembrie 2011, compania avea 1.446 de angajați în întreaga lume. Este cea mai mare afacere de artă din lume, cu vânzări globale în 2011, în valoare totală de 5,8 miliarde de dolari. 
Sotheby's a fost înființată la 11 martie 1744 la Londra. Compania americană de holding a fost inițial încorporată în august 1983 în Michigan. În iunie 2006, Sotheby's Holdings, Inc. a fost reincorporată în statul Delaware și a fost redenumită Sotheby's. În iulie 2016, gigantul chinez de asigurare Taikang Life a devenit cel mai mare acționar al Sotheby's.
Sotheby's a fost înființată la 11 martie 1744 în Londra. Compania americană de holding a fost inițial încorporată în august 1983 în Michigan. În iunie 2006, Sotheby's Holdings, Inc. a fost reincorporată în statul Delaware și a fost redenumită Sotheby's. În iulie 2016, gigantul chinez de asigurare Taikang Life a devenit cel mai mare acționar al Sotheby's.

## Legături externe
Materiale media legate de Sotheby's la Wikimedia Commons
- Site web oficial
- Sotheby's Impressionist Sale Totals $239m, Tops Low Estimate
- IR ON THE NET: Going once, twice... delisted! Arhivat în 15 martie 2006, la Wayback Machine.
- Sotheby's International Realty Dallas, Texas Branch
- Sotheby's International Realty
- Sotheby's Institute of Art (Education)
- Sotheby's Group on Facebook